# Moudros
Moudros (griechisch Μούδρος (m. sg.)) ist ein Dorf mit 974 Einwohnern (Stand 2011) im Osten der griechischen Insel Limnos sowie Verwaltungssitz des gleichnamigen Gemeindebezirks. Bis zur Verwaltungsreform 2010 bildete Moudros eine eigenständige Gemeinde.

## Lage
Das überwiegend flache, im Norden und Süden leicht hügelige Gebiet des Gemeindebezirks erstreckt sich über die gesamte östliche Halbinsel, die sich wiederum in zwei etwa gleich große Halbinseln aufteilt. Die eine Halbinsel erstreckt sich in nordöstlicher Richtung und die andere südwärts. Im Westen an der mit weniger als 4 km schmälsten Stelle von Limnos grenzt der Gemeindebezirk Atsiki an. Daran schließt sich nach Süden der 12 km lange und 4 km breite Golf von Moudros (Κόλπος Μουδρου) mit dem gleichnamigen Verwaltungssitz Moudros an. Den östlichen Küstenabschnitt zeichnen zwischen dem Kap Petsia (Ακρωτήριο Πετσιά) und dem Kap Agios Soson (Ακρωτήριο Άγιος Σωζών) fünf Sandstrände aus die sich über mehrere Kilometer erstrecken. Hier liegen auch die etwa 6 km² große Salzlagune Alyki (Λίμνη Αλυκή), der 2,3 km² große Brackwassersee Chortarolimni (Χορταρολίμνη) und zwischen den beiden der Asprolimni (Ασπρόλιμνη) mit etwa 0,42 km². Insgesamt beträgt die Nord-Süd-Ausdehnung vom Kap Plaka (Ακρωτήριο Πλάκα) dem nordöstlichsten Punkt der Insel und dem Kap Agia Irini (Ακρωτήριο Ειρήνη) dem südöstlichsten 29 km. Westlich des Kap Plaka liegt die Agios Charalambos Bucht (Όρμος Άγιος Χαράλαμπος) anschließend verläuft die Küste Richtung Südwesten bis nach Kotsinas im Scheitelpunkt des Golf von Pournia (Κόλπος Πουρνιας) der zweitgrößten Bucht der Insel.

## Geschichte
Mehrere Fundorte von Mikrolithen entlang der Ostküste belegen die menschliche Präsenz zum Ende der letzten Kaltzeit vor etwa 15.000 Jahren. Ouriakos wird als Lagerplatz von Jäger und Sammlergruppen interpretiert.
In Poliochni weisen archäologischen Ausgrabungen auf eine Besiedlung im 5. oder 4. Jahrtausend v. Chr. hin, was der prähistorischen Stadt auch den Beinamen „älteste Stadt Europas“ eintrug.
Bedeutung erlangte Moudros im Ersten Weltkrieg durch die britischen Bemühungen unter Winston Churchill Anfang 1915, die Kontrolle über die Dardanellen zu erlangen. Außerdem war der Hafen für die Alliierten im Ersten Weltkrieg die Basis für die Blockade der Dardanellen (Schlacht von Gallipoli).
In die Weltgeschichte ging der Hafen ein, als dort am 30. Oktober 1918 an Bord der HMS Agamemnon der Waffenstillstand von Moudros zwischen der Türkei und den Alliierten unterzeichnet wurde, der die Kapitulation des Osmanischen Reiches bedeutete.

## Verwaltungsgliederung
Der Gemeindebezirk Moudros untergliedert sich in einen Stadtbezirk und elf Ortsgemeinschaften. Die Einwohnerzahlen entstammen der Volkszählung von 2011.
| Stadtbezirk Ortsgemeinschaft | griechischer Name              | Code     | Fläche km² | Einwohner 2001 | Einwohner 2011 | Dörfer und Siedlungen                         |
| ---------------------------- | ------------------------------ | -------- | ---------- | -------------- | -------------- | --------------------------------------------- |
| Moudros                      | Δημοτική Κοινότητα Μούδρου     | 55010301 | 19,376     | 1039           | 0974           | Moudros, Koukonisi                            |
| Kalliopi                     | Τοπική Κοινότητα Καλλιόπης     | 55010302 | 12,006     | 0334           | 0207           | Kalliopi                                      |
| Kaminia                      | Τοπική Κοινότητα Καμινίων      | 55010303 | 12,661     | 0347           | 0243           | Kaminia, Voroskopos                           |
| Kondopouli                   | Τοπική Κοινότητα Κοντοπουλίου  | 55010304 | 36,994     | 0703           | 0634           | Kondopouli, Agios Alexandros, Agios Theodoros |
| Lychna                       | Τοπική Κοινότητα Λύχνων        | 55010305 | 03,648     | 0338           | 320            | Anemoessa, Lychna                             |
| Panagia                      | Τοπική Κοινότητα Παναγίας      | 55010306 | 16,123     | 0453           | 0383           | Panagia, Kortisonas                           |
| Plaka                        | Τοπική Κοινότητα Πλάκας        | 55010307 | 17,255     | 0374           | 0310           | Plaka                                         |
| Repanidi                     | Τοπική Κοινότητα Ρεπανιδίου    | 55010308 | 12,396     | 0357           | 0266           | Repanidi, Kotsinas                            |
| Roussopouli                  | Τοπική Κοινότητα Ρουσσοπουλίου | 55010309 | 10,692     | 0163           | 0094           | Roussopouli                                   |
| Romano                       | Τοπική Κοινότητα Ρωμανού       | 55010310 | 09,987     | 0457           | 0302           | Romano                                        |
| Skandali                     | Τοπική Κοινότητα Σκανδαλίου    | 55010311 | 17,994     | 0124           | 0085           | Skandali                                      |
| Fisini                       | Τοπική Κοινότητα Φισίνης       | 55010312 | 16,512     | 0153           | 0107           | Fisini, Agia Sofia                            |
| Gesamt                       | Gesamt                         | 550103   | 185,644    | 4842           | 3925           |                                               |

## Bevölkerungsentwicklung
Die Bevölkerungskonzentration in Myrina dem administrativen Zentrum der Insel geht mit der Abnahme und Überalterung der Bevölkerung der ländlichen Gebiete einher. Entgegen den offiziellen Angaben von 4.842 Einwohnern belief sich 2001 die tatsächliche Bevölkerungszahl auf 4.518 Menschen.
| Name        | griechischer Name | 1971  | 1981  | 1991  | 2001  | 2011  |
| ----------- | ----------------- | ----- | ----- | ----- | ----- | ----- |
| Moudros     | Μούδρος           | 1.024 | 0973  | 1.038 | 1.039 | 0974  |
| Kalliopi    | Καλλιόπη          | 0424  | 0357  | 0359  | 0334  | 0207  |
| Kaminia     | Καμίνια           | 0468  | 0370  | 0323  | 0347  | 0243  |
| Kondopouli  | Κοντοπούλι        | 0825  | 0809  | 0650  | 0703  | 0634  |
| Lychna      | Λύχνα             | 0148  | 0120  | 0315  | 0338  | 0320  |
| Panagia     | Παναγία           | 0495  | 0435  | 0448  | 0453  | 0383  |
| Plaka       | Πλάκα             | 0435  | 0384  | 0365  | 0374  | 0310  |
| Repanidi    | Ρεπανίδι          | 0475  | 0323  | 0302  | 0357  | 0266  |
| Roussopouli | Ρουσσοπούλι       | 0284  | 0285  | 0215  | 0163  | 0094  |
| Romano      | Ρωμανό            | 0563  | 0515  | 0544  | 0457  | 0302  |
| Skandali    | Σκανδάλι          | 0184  | 0143  | 0100  | 0124  | 0085  |
| Fisini      | Φισίνη            | 0288  | 0201  | 0208  | 0153  | 0107  |
| Gesamt      | Gesamt            | 5.613 | 4.915 | 4.867 | 4.842 | 3.925 |

## Naturschutz
Die langen Strände im Osten zusammen mit der Alyki Salzlagune und dem Brackwassersee Chortarolimni bieten Vogelarten wie Rostgänsen, Brandgänsen, Rosaflamingos, Rötelfalken, Trielen und Säbelschnäbler ideale Brut- und Lebensbedingungen. Deshalb wurden die beiden Natura 2000 Gebiete GR 4110001, Chortarolimni – Lake Alyki and Marine Area Limnos (Χορταρολίμνη-Λίμνη Αλυκή & Θαλάσσια Περιοχή Νήσου Λήμνου) und GR 4110006, Chortarolimni and Alyki Limni (Χορταρολίμνη & Αλυκή νήσου Λήμνου) ausgewiesen, die großteils dem Important Bird Area GR 132 Lakes Chortaro and Alyki, Moudros gulf, Diapori fen, and Fakos peninsula (GR 132 Λίμνες Χορταρό και Αλυκή, Κόλπος Μούδρου, Έλος Διαπόρι και Χερσόνησος Φακός) entsprechen.